# والتر سن‌آویر

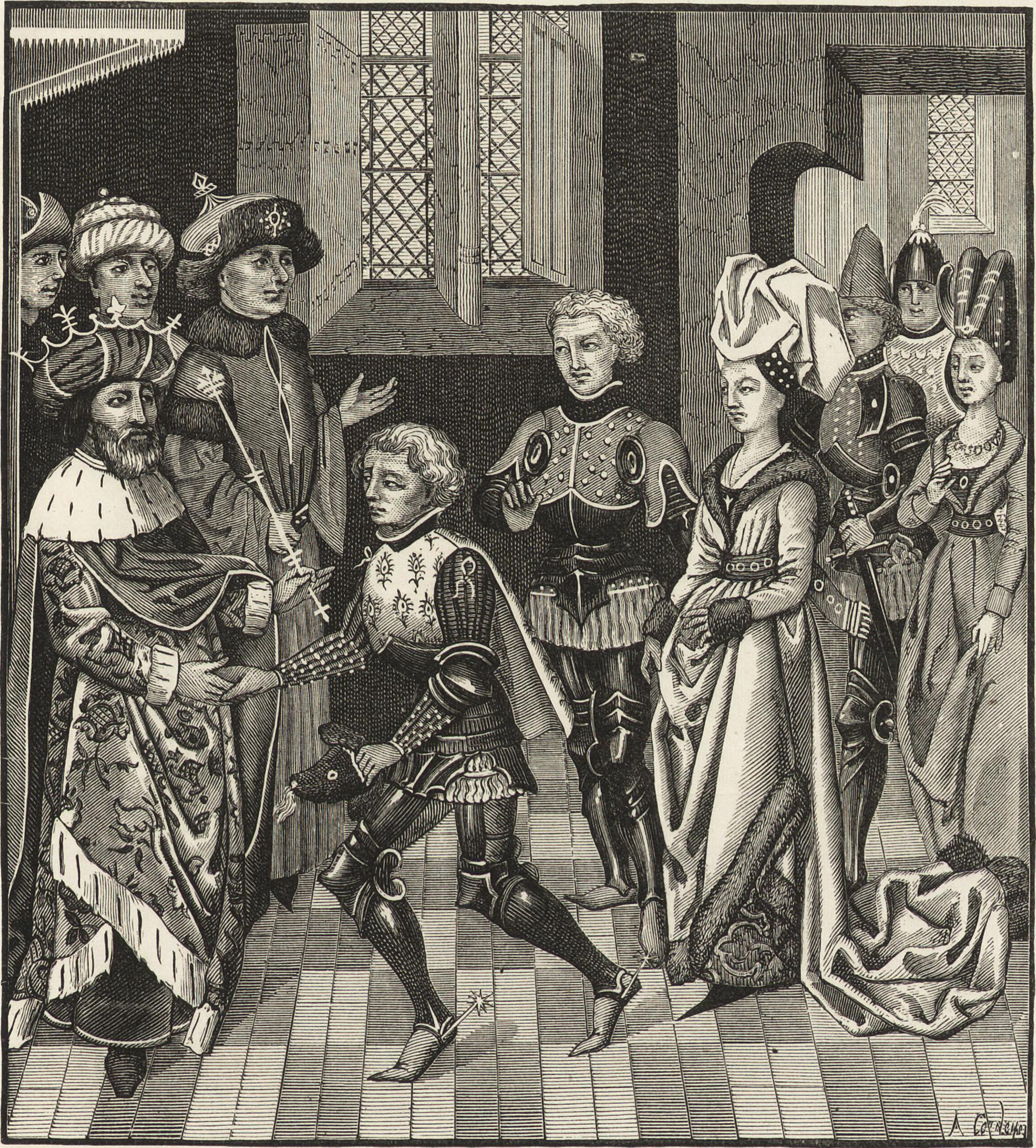
پذیرایی از والتر سن‌آویر توسط پادشاه مجارستان، که به او اجازه داد تا با صلیبیون از قلمرو خود عبور کند.

والتر سن‌آویر (درگذشته ۲۱ اکتبر ۱۰۹۶) ارباب Boissy-sans-Avoir در ایل-دو-فرانس بود. او به اشتباه به عنوان والتر بی‌پول شناخته می‌شود. نام او در واقع به معنی والتر بی‌چیز می‌باشد که به نداشتن املاک زیاد توسط او بازمی‌گردد.
او به عنوان ستوان پیتر زاهد در آغاز نخستین جنگ صلیبی، در جنگ صلیبی عوام الناس به رهبری مردم پرداخت. والتر با خروج از ارتش اصلی شوالیه‌ها و پیروان آنها (مشهور به "جنگ صلیبی شاهزاده ها")، گروه کوچک شوالیه‌های خود را در راس انبوهی از زائران و افراد عادی و ضعیف از نظر نظامی و سلاح در قالب دسته ای جدا از دسته تحت فرمان پیتر زاهد، از مسیر امپراتوری مقدس روم و پادشاهی مجارستان و سپس بلغارستان درامپراتوری بیزانس هدایت کرد. در حالی که آنها بدون حادثه خاصی از آلمان و مجارستان عبور کردند، اما پیروان والتر در منطقه بلگراد دست به غارت زده و در تلافی بقیه راه تا رسیدن به قسطنطنیه را با اسکورت و همراهی بیزانسی‌ها ادامه دادند.
والتر و پیتر در قسطنطنیه به نیروهای خود پیوستند، و در آنجا الکسیوس یکم کومننوس سپاه آنان را از بسفر گذراند. با وجود درخواست‌های پیتر برای خویشتن داری، صلیبیون بلافاصله با ترک‌ها درگیر شده و نابود شدند. پیتر برای کمک گرفتن یا محافظت از خود به قسطنطنیه بازگشته بود، اما والتر کشته شد؛ او در ۲۱ اکتبر ۱۰۹۶ در هنگامی که سلجوقیان به رهبری قلج ارسلان به او و پیروانش حمله کردند، با برخورد هفت تیر کشته شد.